# 1980
1980 (MCMLXXX) byl rok, který dle gregoriánského kalendáře započal úterým.

## Události
Československo
- Do provozu byl uveden 162 m vysílač na nejvyšší hoře Moravy – Pradědu. Turistické zázemí stavby s vyhlídkou, restaurací a hotelem bylo otevřeno až o 3 roky později. Vyhlídková terasa věže je umístěna ve výšce 1 563 m n. m.

- 1. ledna – V ČSSR se ve fyzice začaly oficiálně využívat pouze jednotky mezinárodní měrné soustavy SI.
- 7. března – ÚV KSČ a federální vláda vydaly soubor opatření ke zdokonalování soustavy plánovitého řízení, který měl odstranit neefektivní prvky československého národního hospodářství. Opatření byla zaměřena zejména na snížení byrokracie v řízení ekonomiky a na úpravu struktury průmyslové výroby.
- 10. dubna – Byl vydán zákon 39/1980 Sb. o vysokých školách, který upravoval nové zmírněné podmínky pro získání vybraných akademických titulů.
- 22. května – Po 5 letech se konala volba prezidenta ČSSR. Jednalo se však pouze o formalitu, prezidentem byl jednomyslně zvolen Gustáv Husák.
- 29. května – V prostorách Národní galerie v Anežském klášteře v Praze byla otevřena expozice českého výtvarného umění 19. století.
- 26.–29. června – Konala se 5. československá spartakiáda. V 15 skladbách vystoupilo na Strahovském stadionu 180 000 cvičenců. Spartakiádní vystoupení zhlédlo na milion diváků.
- 6. července – U příležitosti 565. výročí upálení mistra Jana Husa se v Kostnici v NSR konal Československý týden. V budově koncilu byl v den výročí otevřen Husův dům s expozicí věnovanou Husově životu a dílu a jeho odkazu v podobě husitského hnutí. Obnova historické památky byla financována částečně československými prostředky a účastnili se jí také řemeslníci a památkáři z Tábora a Pelhřimova. Slavnostního zahájení Československého týdne se zúčastnil ministr kultury České socialistické republiky Milan Klusák. Součástí oslav byla výstava předních českých malířů a sochařů, přehlídka československých filmů, koncert Karla Gotta a vystoupení dechovky Ladislava Kubeše.
- 1. listopadu – V Československu proběhlo sčítání lidu. Na území republiky k tomuto datu žilo 15 276 799 obyvatel, z toho v ČSR 10 288 946 a v SSR 4 987 853.
- 4. listopad – V katastru obce Bartoušov na okrese Havlíčkův Brod došlo k havárii na ropovodu, při níž uniklo do přilehlého mokřadu a následně do povodí potoka Šlapanky a řeky Sázavy na 6 000 t ropy.[1] Na likvidaci havárie se až do roku 1982 podílelo na 300 pracovníků. Pro zamezení kontaminace ropou byly na Šlapance a Sázavě vytvořeny norné stěny.
- 7. listopadu – V Praze byl do provozu slavnostně uveden úsek metra II. C o délce 5,3 km, který spojoval dosavadní konečnou stanici metra Kačerov s budovaným sídlištěm Jižní Město. Úsek zahrnuje 4 stanice – Primátora Vacka, Budovatelů, Družby a Kosmonautů, které byly v roce 1990 přejmenovány na Roztyly, Chodov, Opatov a Háje. O měsíc později – 19. prosince byl otevřen další úsek metra – trasa II. A dlouhá 2,7 km se třemi stanicemi – Jiřího z Poděbrad, Flora a Želivského.
- 8. listopadu – Zprovozněním úseků Jiřice – Pávov na dálnici D1 o délce 11 km a Hustopeče – Brodské na dálnici D2 o délce 35 km bylo dokončeno souvislé dálniční spojení Prahy s Bratislavou o délce 317 km. Slavnostní otevření dálnice se konalo na mostě přes řeku Moravu na hranici ČSR a SSR za účasti předsedy federální vlády Lubomíra Štrougala a předsedů obou národních vlád – Josefa Korčáka a Petra Colotky.
- 25. prosince – Televizní premiéru měl oblíbený pohádkový seriál Arabela scenáristy Miroslava Macourka a režiséra Václava Vorlíčka natočený v koprodukci se západoněmeckou televizí Westdeutsche Rundfunk.[2]
- V Praze byl otevřen 360 m dlouhý Těšnovský tunel

Svět

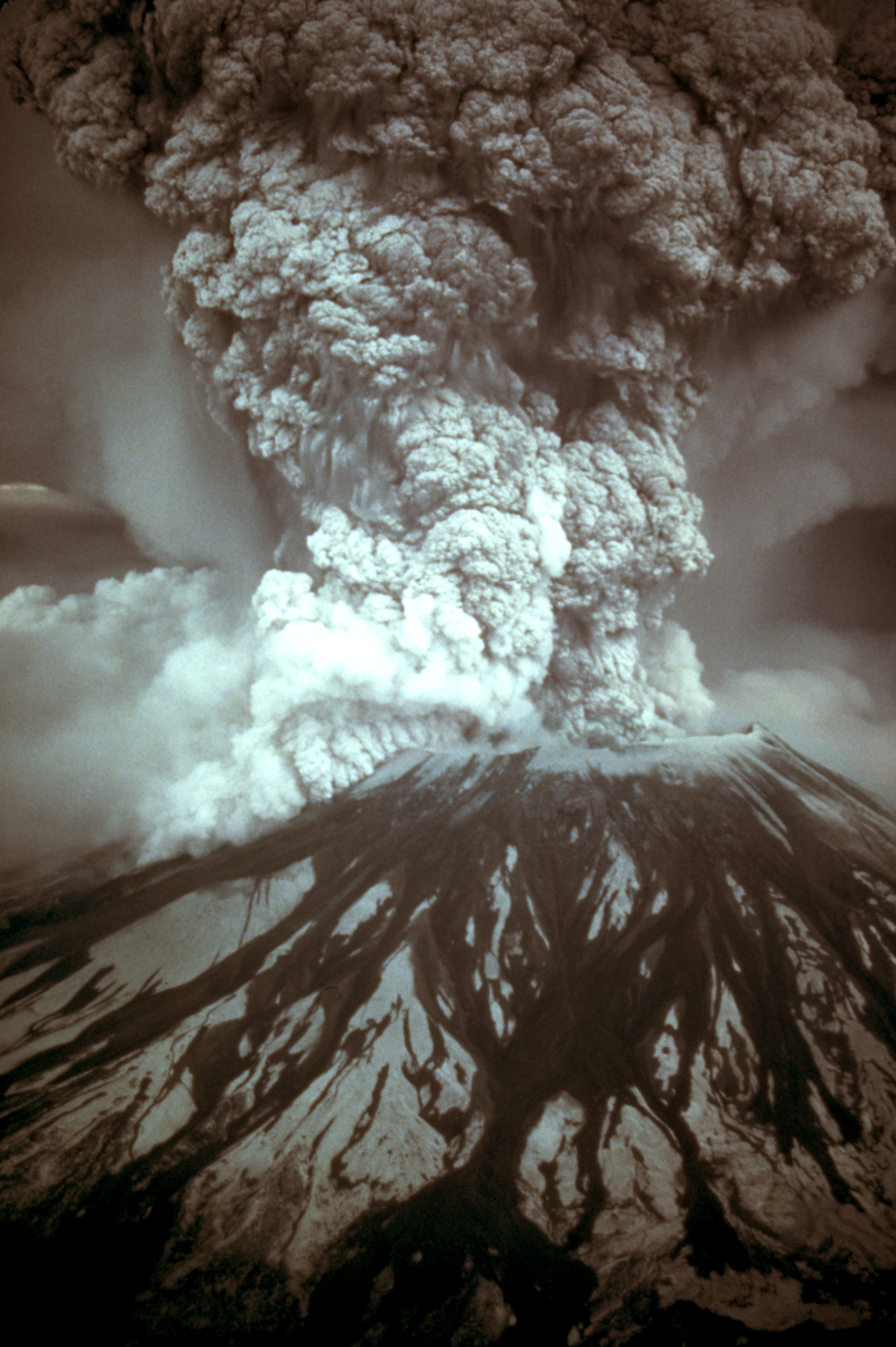
Erupce sopky St. Helens
(18. května)

- 14. ledna – Indira Gándhíová se podruhé stala indickou premiérkou
- 4. února – Abú al-Hasan Baní Sadr se stal 1. prezidentem Íránu
- 18. dubna – Zimbabwe získalo nezávislost
- 30. dubna – Nizozemská královna Juliána abdikovala ve prospěch své dcery Beatrix
- 18. května – Došlo k masivnímu sesuvu a následné laterální erupci sopky Mount St. Helens, ležící v americkém státě Washington. Žhavý pyroklastický proud během pár minut úplně zničil území o ploše 600 km². Spolu s lahary, které se prohnaly okolními řekami, zabil 57 lidí a škody se vyšplhaly na 3 miliardy USD.
- 22. května – V Japonsku vyšla hra Pac-Man
- 18.–27. května – Při povstání v jihokorejském Kwangdžu zahynulo 191 lidí.
- 1. června – zahájeno vysílání zpravodajské stanice CNN
- 19. července–3. srpna – konaly se 22. letní olympijské hry v Moskvě
- 30. července – Vanuatu získalo nezávislost
- 1. srpna – do funkce prezidenta nastoupila první demokraticky zvolena žena v historii – Vigdís Finnbogadóttir se stala prezidentkou Islandu.
- 2. srpna – při bombovém útoku na železniční stanici v italské Boloni zahynulo 85 lidí a přes 200 jich bylo zraněno.
- 5. září – Ve Švýcarsku byl dán do provozu 16,4 km dlouhý Gotthardský silniční tunel
- 9. září – Při tajfunu Orchid se potopila MV Derbyshire. Katastrofa vedla k zásadním změnám v konstrukci velkých nákladních lodí.
- 22. září – začala Irácko-íránská válka
- 26. září – Při bombovém útoku na Oktoberfestu v Mnichově zahynulo 18 lidí a 211 bylo zraněno.
- 10. října – v Ženevě podepsána Úmluva o některých konvenčních zbraních
- 23. října – Zemětřesení v jižní Itálii o síle 7,2 stupňů Richterovy stupnice mělo epicentrum v Eboli a nejvíce zasáhlo Neapol. V oblasti zahynulo 2 735 osob.
- 4. listopadu – V prezidentských volbách v USA zvítězil republikánský kandidát Ronald Reagan nad dosavadním prezidentem Jimmym Carterem.
- vytvořeny nezávislé odbory Solidarita; Polsko
- byl vytvořen souborový systém FAT
- WHO prohlásilo pravé neštovice za zcela vyhubené
- celý Jeruzalém byl prohlášen za hlavní město Izraele
- přijata tzv. Lusacká deklarace, viz Jihoafrické rozvojové společenství
- akční plán z Lagosu
- obléhání íránské ambasády v Londýně

## Vědy a umění
- byl zahájen experimentální provoz TCP/IP v síti ARPANET, adresace IPv4, protokol DNS, směrovací protokoly.
- založení americké heavymetalové kapely Manowar
- založena německá industriální skupina Einstürzende Neubauten
- založena anglická synthpopová skupina Depeche Mode
- první počítače ZX80, předchůdce populárního Sinclair ZX Spectrum
- byla vynalezena bezpapírová toaleta v Japonsku (kombinace toalety, bidetu a sušicího elementu, viz Japonská toaleta)
- zahájen projekt Spacewatch, zaměřený na hledání planetek a komet.
- americká herečka Meryl Streepová získala svého prvního Oscara za film Kramerová versus Kramer

## Nobelova cena
- Nobelova cena za fyziku – James Watson Cronin, Val Logsdon Fitch
- Nobelova cena za chemii – Paul Berg, Walter Gilbert, Frederick Sanger
- Nobelova cena za fyziologii a lékařství – Baruj Benacerraf, Jean Dausset, George Davis Snell
- Nobelova cena za literaturu – Czesław Miłosz
- Nobelova cena za mír – Adolfo Pérez Esquivel
- Nobelova pamětní cena za ekonomii – Lawrence Klein

## Narození
Automatický abecedně řazený seznam viz Kategorie:Narození v roce 1980

### Česko

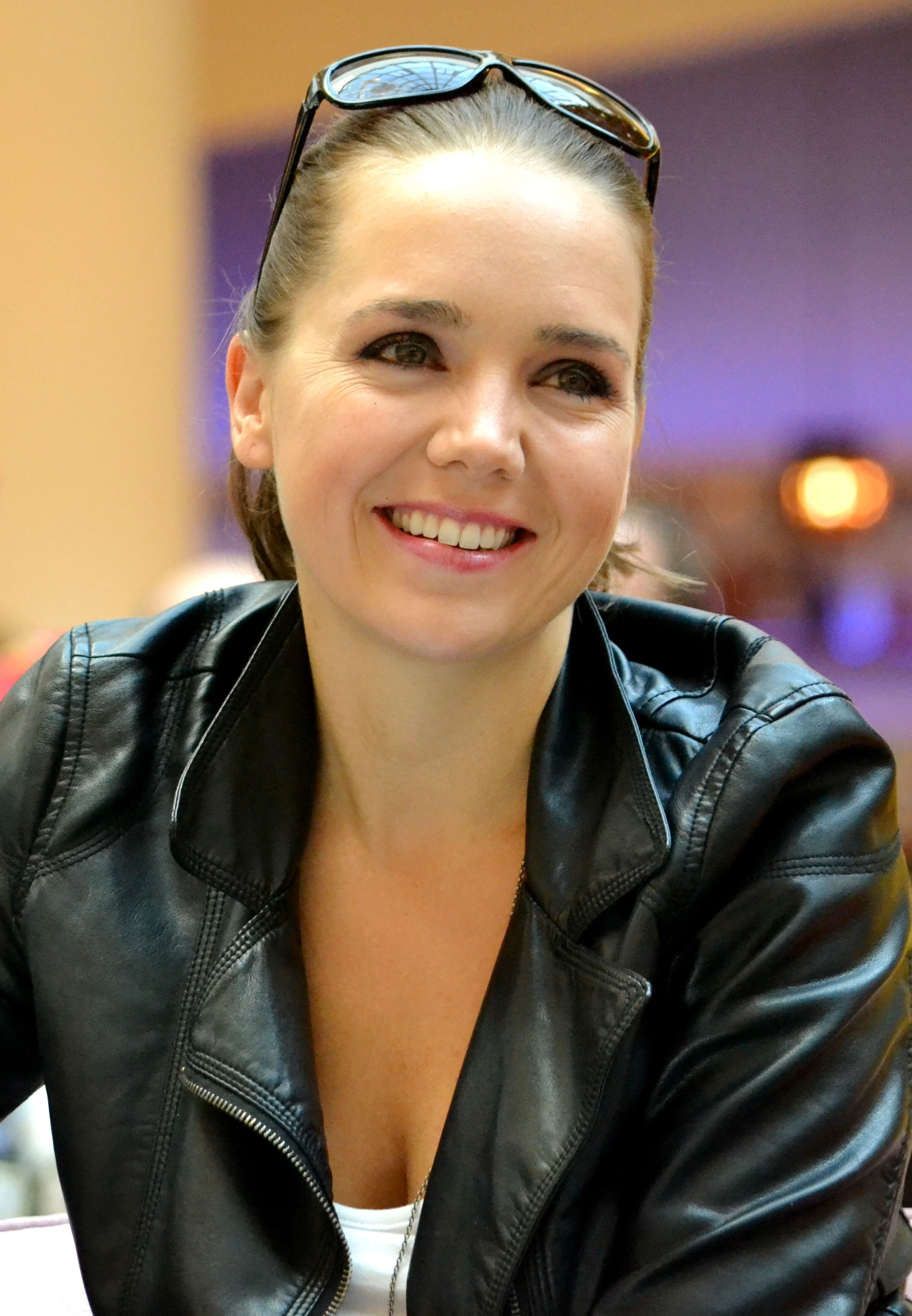
Lucie Vondráčková (* 8. března)

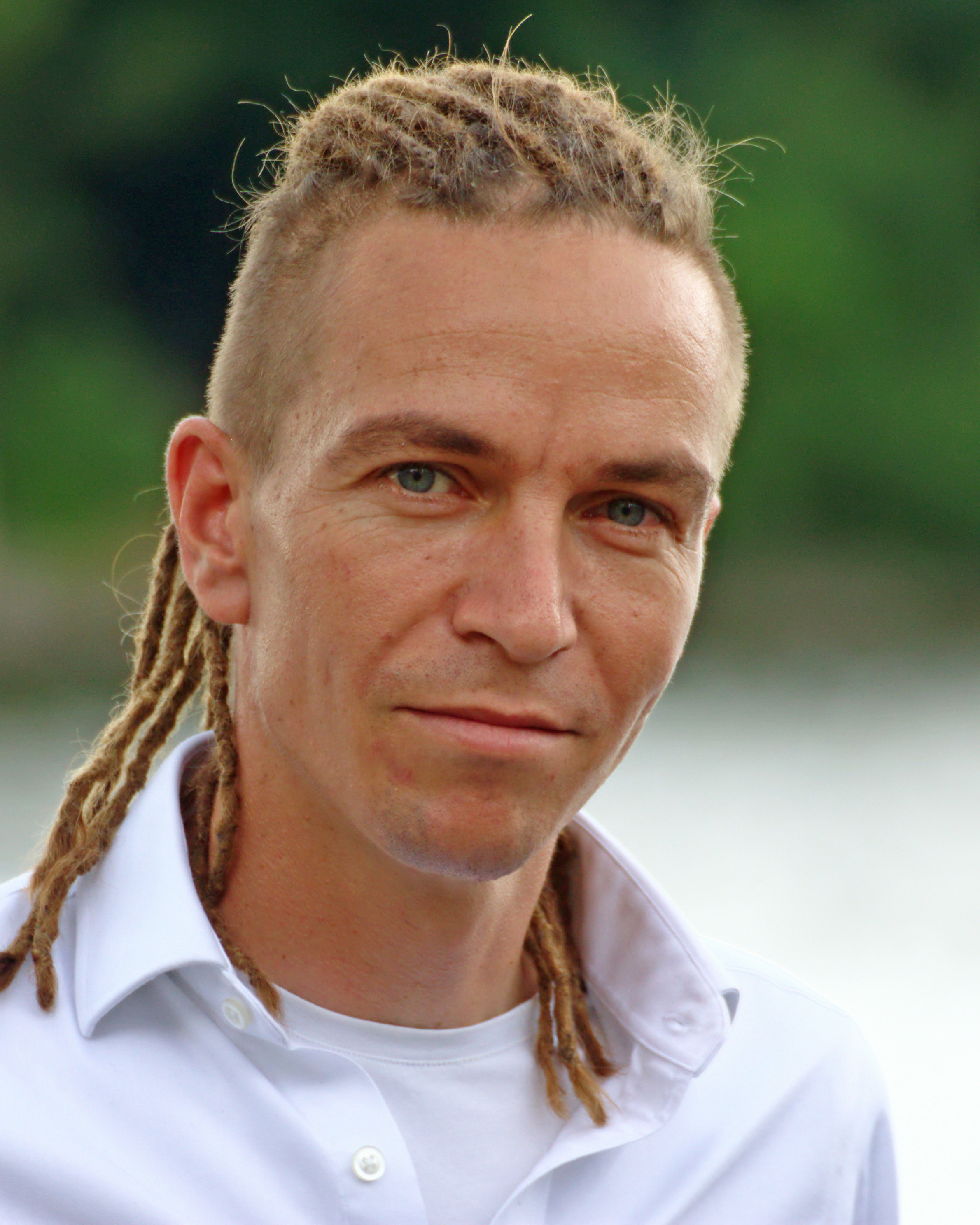
Ivan Bartoš (* 20. března)

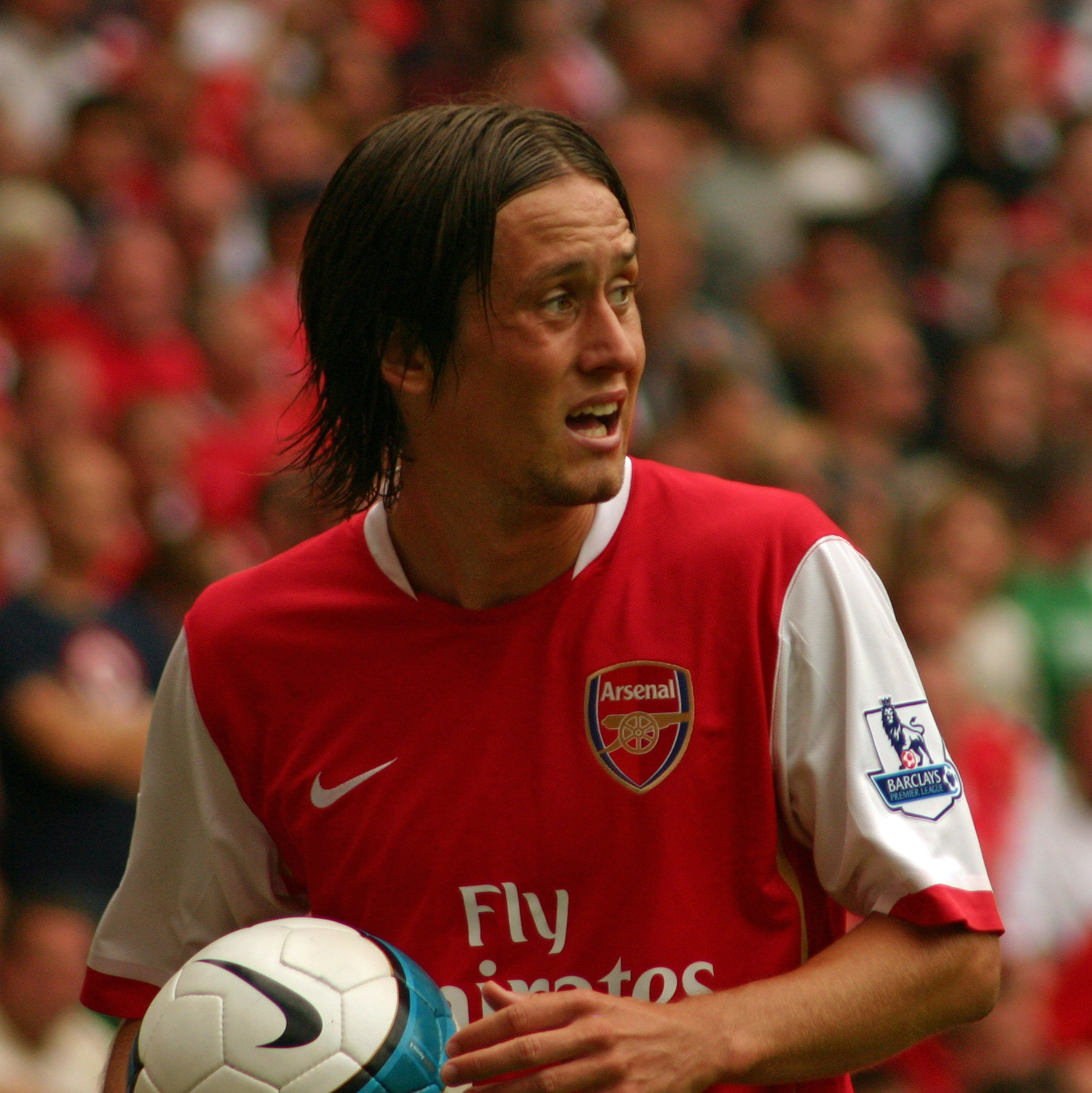
Tomáš Rosický (* 4. října)

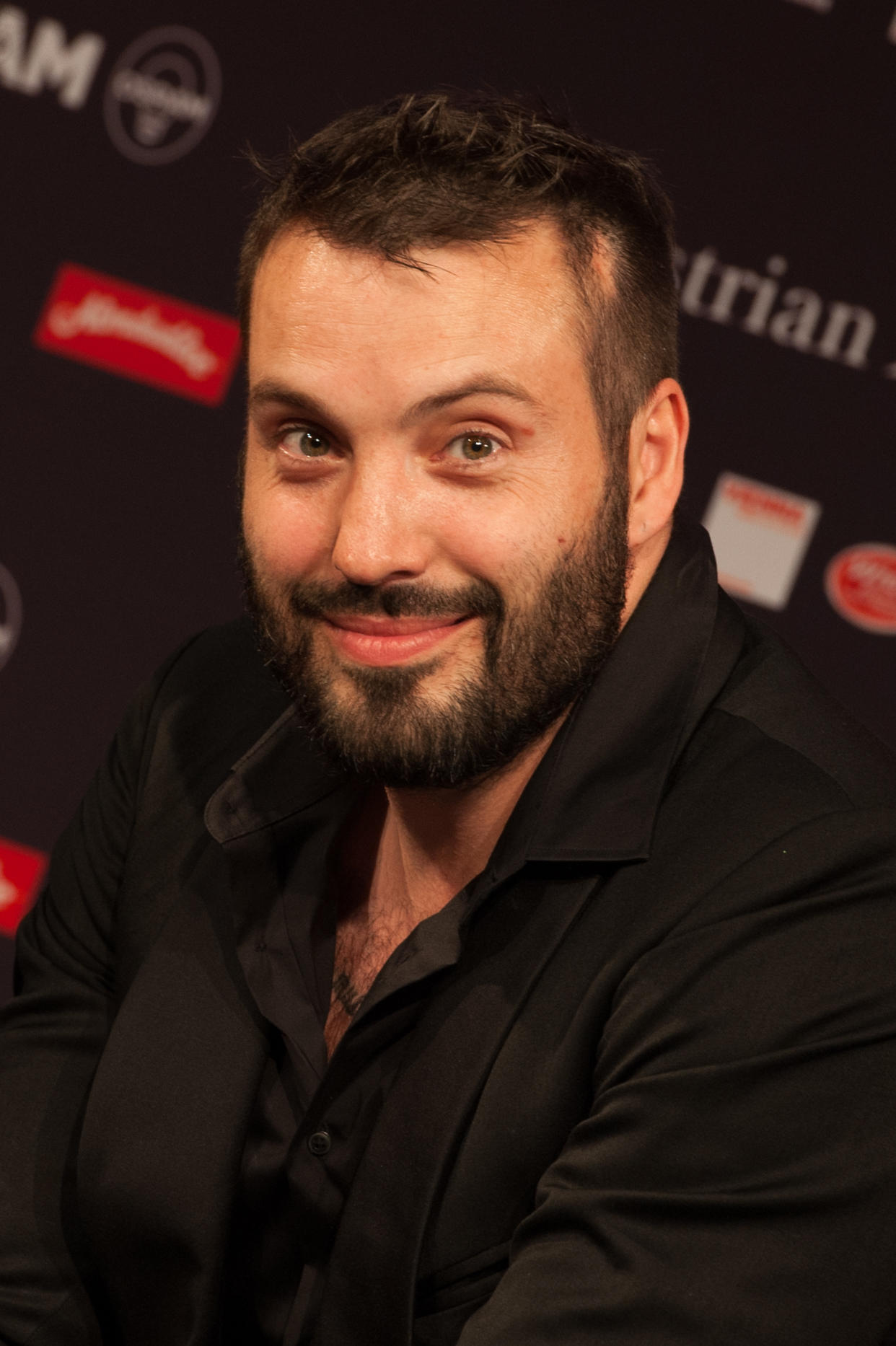
Václav Noid Bárta (* 27. října)

- 04. ledna – Milan Enčev, divadelní a televizní herec
- 10. ledna – Aleš Loprais, automobilový závodník
- 15. ledna – Adam B. Bartoš, novinář, politik a spisovatel
- 24. ledna – Petr Bakla, hudební skladatel
- 27. leden
  - Lukáš Hejlík, filmový a divadelní herec
  - Jiří Welsch, basketbalista
- 29. ledna – Jan Matura, sdruženář a skokan na lyžích
- 02. února – Lukáš Bárta, básník, prozaik
- 05. února
  - Ivo Bystřičan, režisér a scenárista
  - Robin Vik, tenista
- 8. února – Lucie Fabíková, házenkářka
- 12. února – Rudolf Brančovský, výtvarník a hudebník
- 13. února
  - Zdeněk Kutlák, hokejový obránce
  - David Kraus, herec a zpěvák
- 14. února – Lejla Abbasová, moderátorka, tanečnice, modelka, aktivistka a herečka
- 08. března – Lucie Vondráčková, herečka, zpěvačka, moderátorka
- 16. března – Iva Pazderková, herečka, moderátorka a komička
- 20. března – Ivan Bartoš, politik
- 22. března – Františka Jirousová, spisovatelka a knižní redaktorka
- 31. března – Daniel Bambas, herec
- 05. dubna – Martin Bohman, bobista a olympionik
- 07. dubna
  - Luboš Bartoň, basketbalista
  - Žaneta Peřinová, televizní sportovní novinářka a moderátorka
- 18. dubna – Jiří Beroun, hokejový útočník
- 04. května – Tereza Šefrnová, herečka, scenáristka a režisérka
- 14. května – Zdeněk Grygera, fotbalový obránce
- 20. května – Petr Benát, fotbalista
- 23. května – Miroslav Němeček, ragbista
- 17. června – Jiří Havelka, divadelní režisér, dramatik, herec
- 19. července – Miloš Buchta, fotbalový brankář
- 26. července – Michal Berg, politik a podnikatel
- 31. července – Jiří Fischer, hokejový obránce a trenér
- 06. srpna – Hana Holišová, herečka a zpěvačka
- 25. srpna – Lukáš Langmajer, herec
- 01. září – Eva Krejčířová, profesionální tanečnice a učitelka
- 05. září – Lukáš Adam, fotbalista
- 19. září
  - Zuzana Vejvodová, herečka
  - Miroslava Topinková Knapková, veslařka
- 26. září – Nelly Kudrová, sportovní lezkyně
- 29. září – Dušan Vitázek, divadelní herec
- 03. října – Jiří Březina, spisovatel a, překladatel
- 04. října
  - Michael Beran, herec
  - Tomáš Rosický, fotbalový záložník
- 18. října – Hana Dohnálková, muzikoložka, houslistka a hudební pedagožka
- 27. října
  - Ondřej Bank, alpský lyžař
  - Václav Noid Bárta, zpěvák, hudební skladatel a herec
- 31. října – Kateřina Tučková, spisovatelka a kurátorka
- 04. listopadu – Alexander Ač, vědec
- 07. listopadu – Helena Zeťová, zpěvačka († 20. prosince 2024)
- 29. listopadu – Daniel Barták, herec, hudební skladatel a zpěvák
- 01. prosince – Vladimír Sičák, hokejový obránce
- 02. prosince
  - Hana Blažíková, sopranistka a harfenistka
  - Libor Bouček, moderátor a dabér
- 31. prosince – Jiří Vašíček, hokejový obránce
- 0?
  - Ondřej Beránek, arabista a islamolog

### Svět

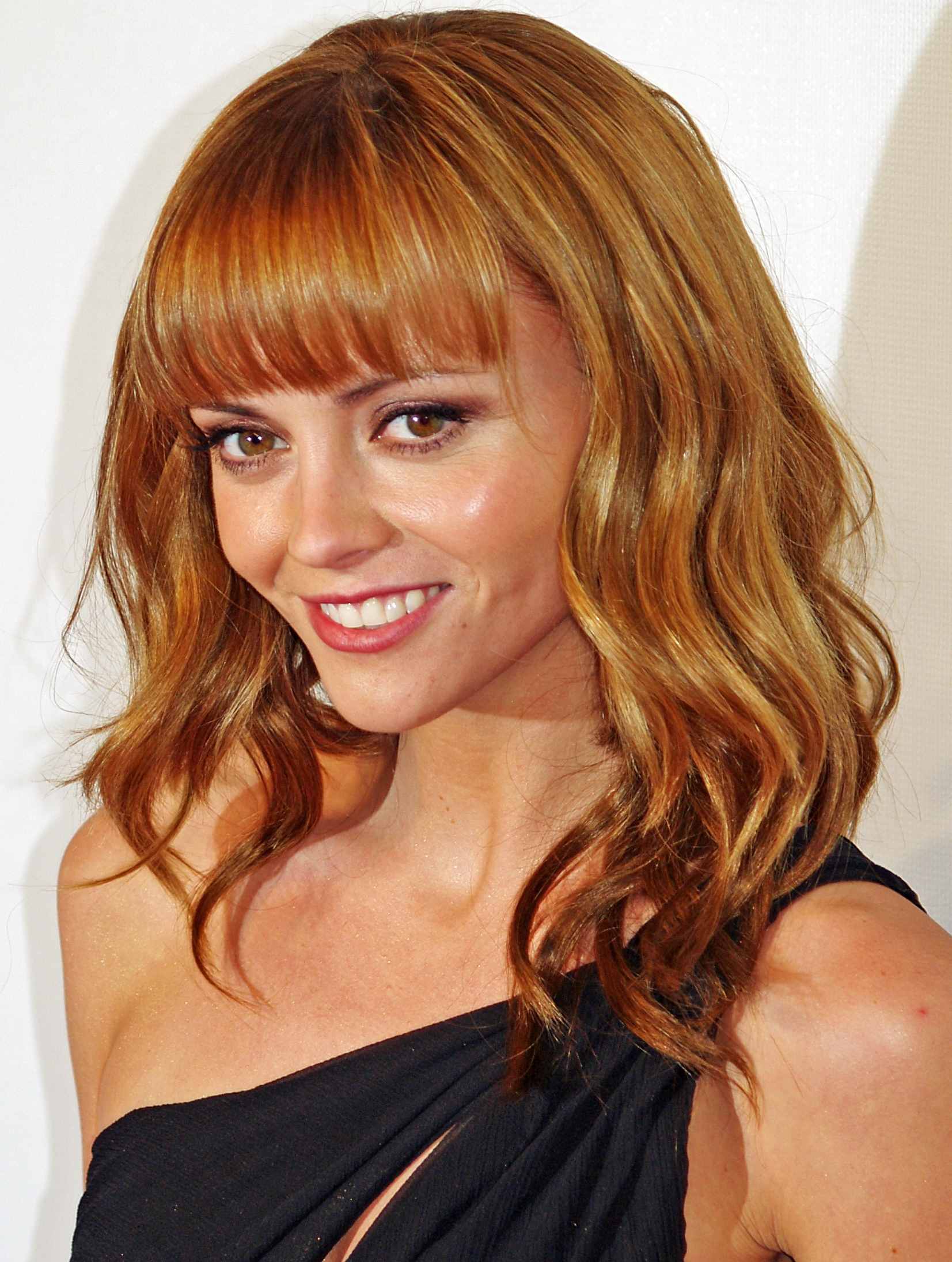
Christina Ricci (* 12. února)

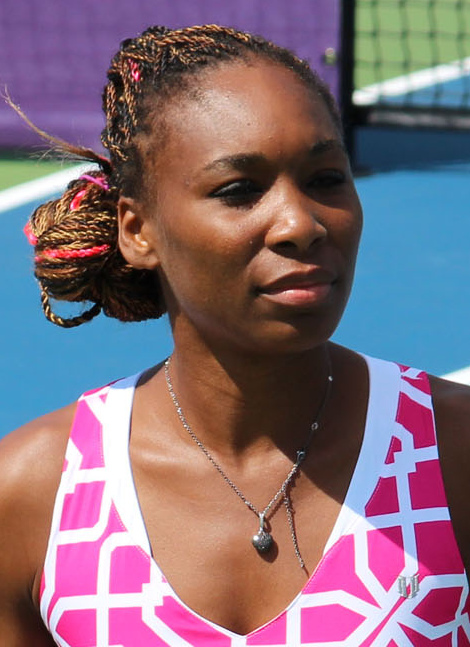
Venus Williamsová (* 17. června)

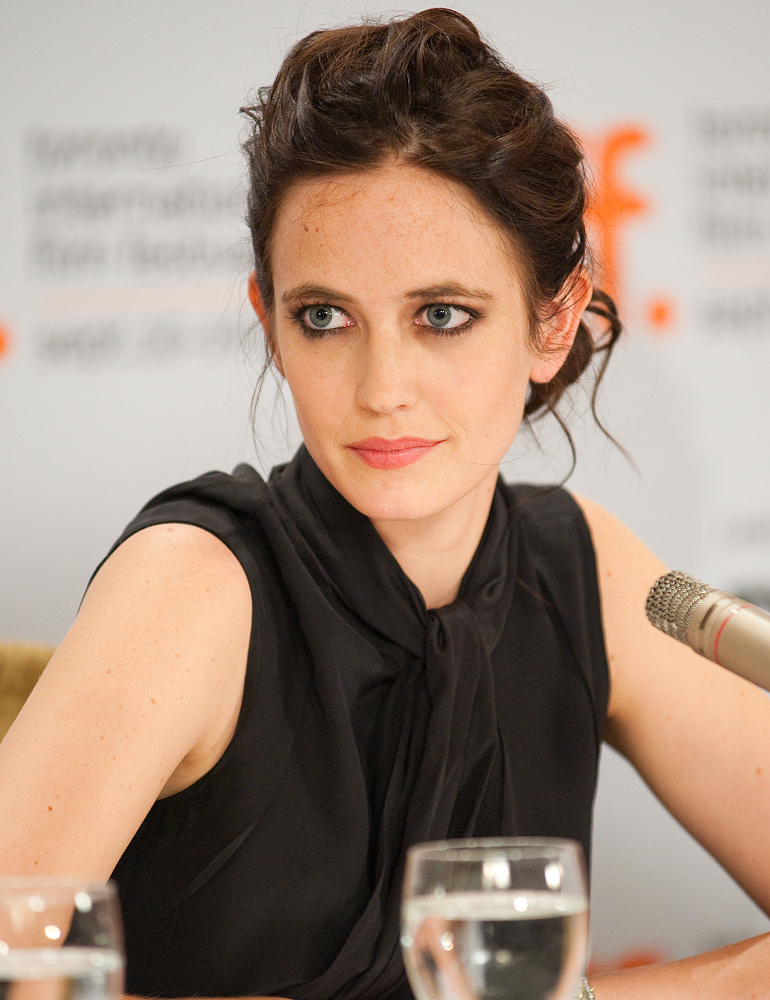
Eva Greenová (* 6. července)

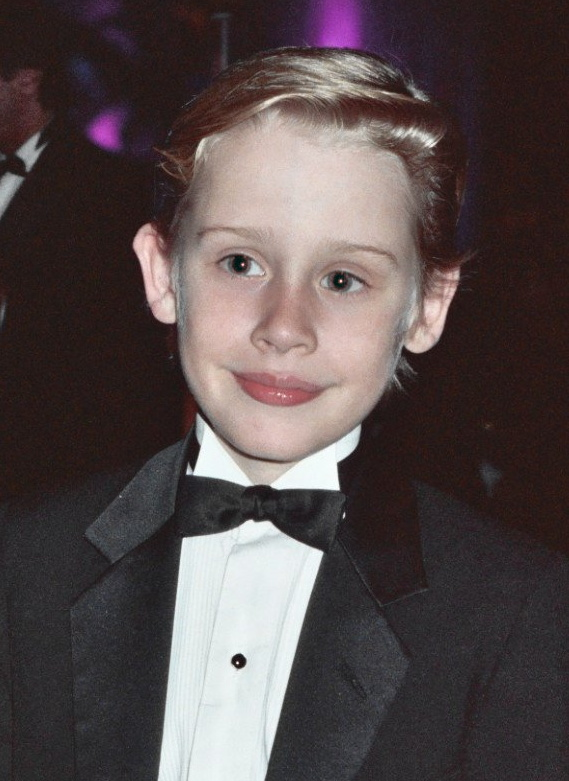
Macaulay Culkin (* 26. srpna)

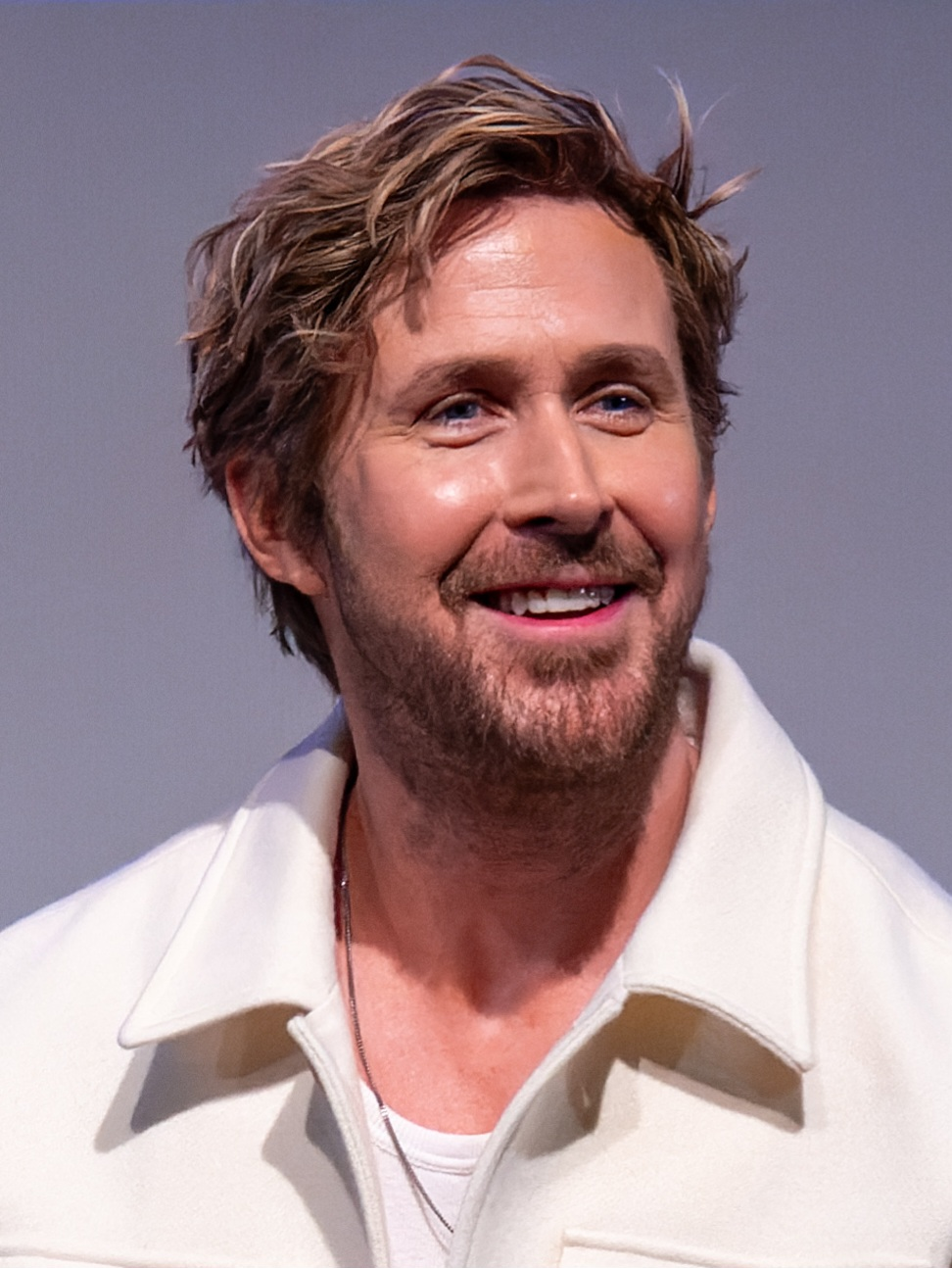
Ryan Gosling (* 12. listopadu)

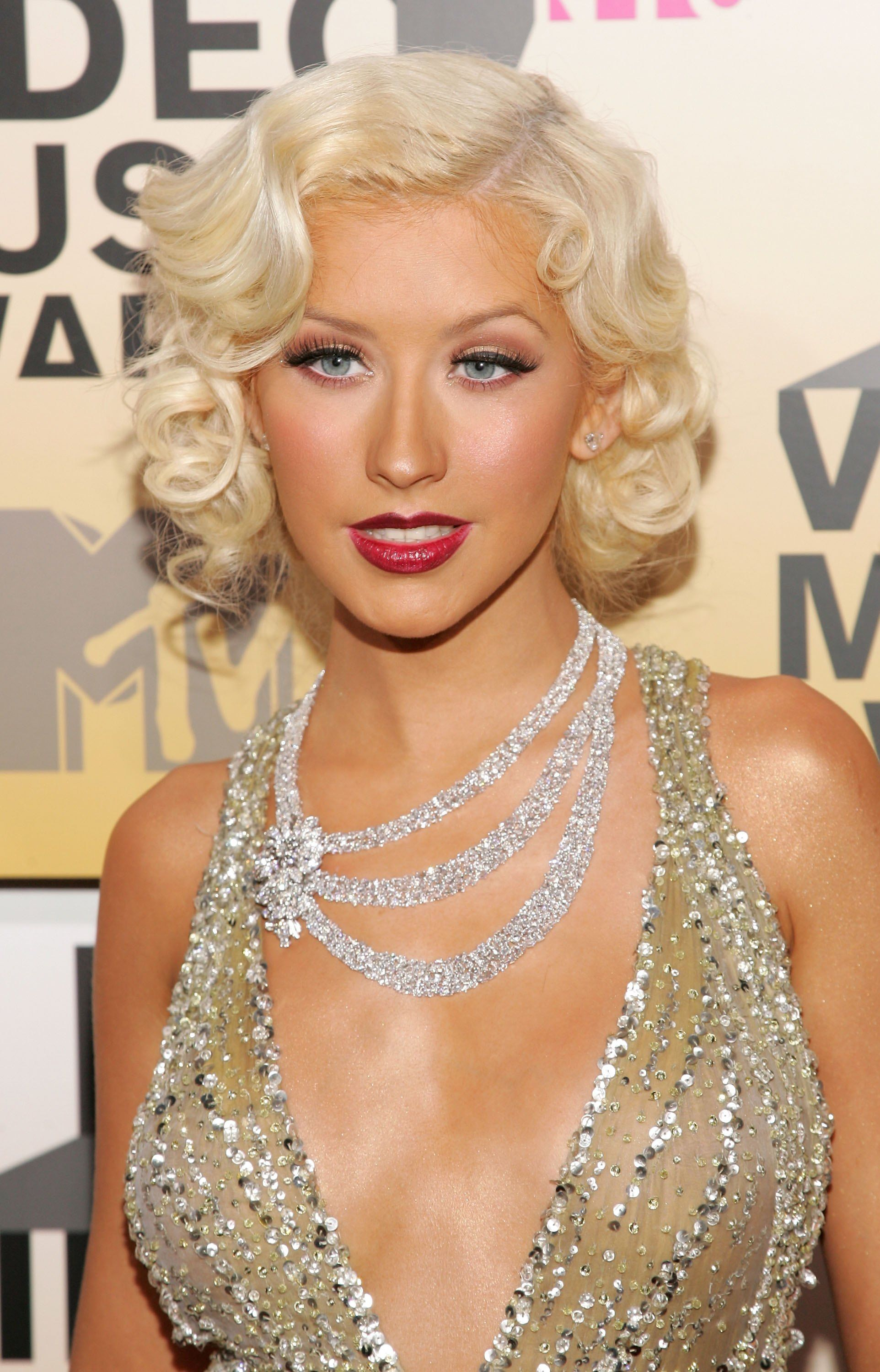
Christina Aguilera (* 18. prosince)

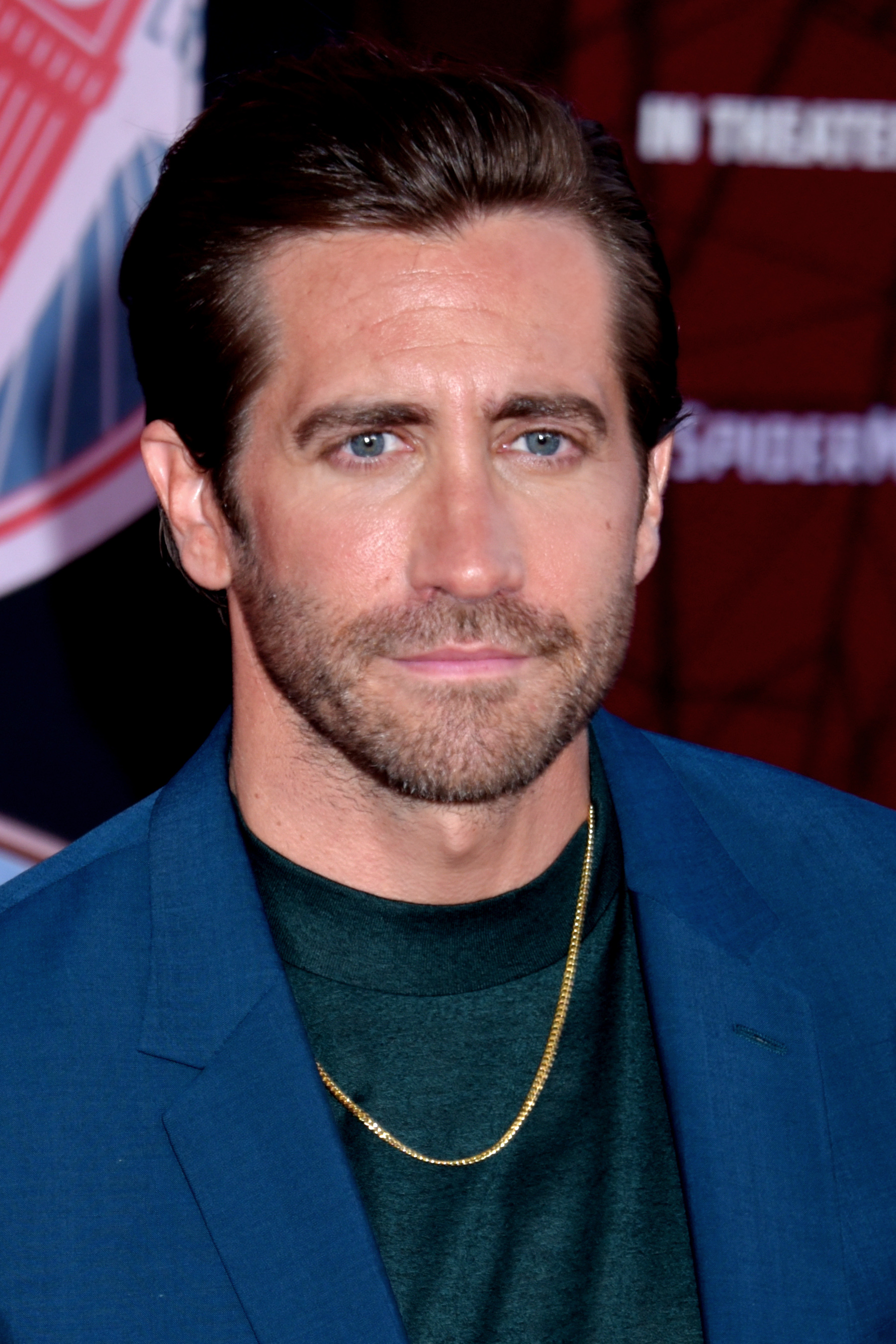
Jake Gyllenhaal (* 19. prosince)

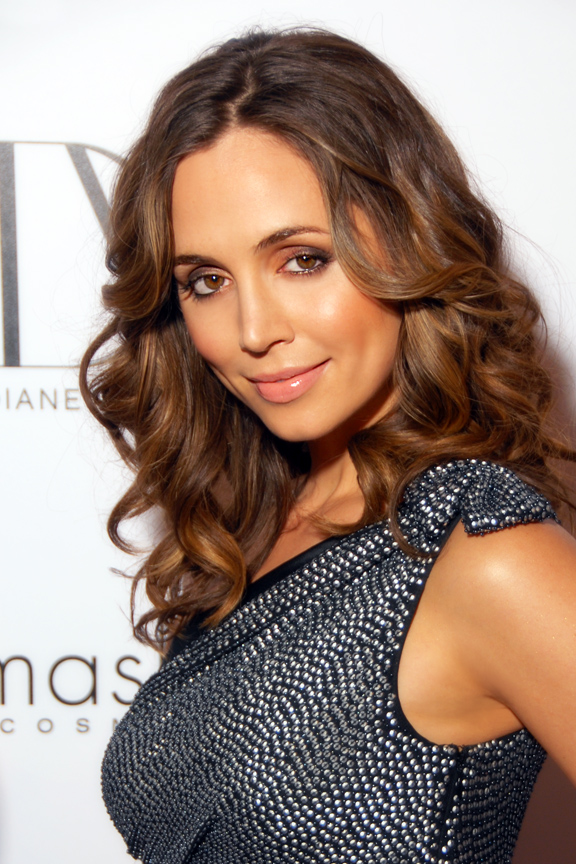
Eliza Dushku (* 30. prosince)

- 01. ledna – Richie Faulkner, britský kytarista
- 03. ledna – Bryan Clay, americký desetibojař
- 9. ledna – Uroš Zorman, slovinský házenkář
- 10. ledna – Rastislav Staňa, slovenský lední hokejový brankář
- 12. ledna – Amerie, americká zpěvačka a skladatelka
- 14. ledna – Carlos Alvarado Quesada, kostarický politik, spisovatel a 48. prezident Kostariky
- 16. ledna – Amira Mohamed Aliová, německá politička
- 17. ledna – Zooey Deschanelová, americká herečka a zpěvačka
- 19. ledna – Jenson Button, britský pilot F1, mistr světa z roku 2009
- 25. ledna
  - Xavi, španělský fotbalista
  - Christian Olsson, švédský atlet, trojskokan
- 27. ledna – Marat Safin, ruský tenista
- 28. ledna – Nick Carter, americký zpěvák, člen skupiny Backstreet Boys
- 12. února
  - Juan Carlos Ferrero, španělský tenista
  - Gucci Mane, americký rapper
  - Christina Ricci, americká herečka
- 21. února – Džigme Khesar Namgjel Wangčhug, král Bhútánu
- 27. února
  - Chelsea Clintonová, americká spisovatelka
  - Don Diablo, nizozemský DJ a hudební producent
- 01. března – Anna Semenovičová, ruská krasobruslařka
- 02. března – Rebel Wilson, australská herečka
- 04. března – Rohan Bopanna, indický tenista
- 07. března – Laura Prepon, americká herečka
- 18. března – Alexej Jagudin, ruský krasobruslař
- 21. března
  - Marit Bjørgenová, norská běžkyně na lyžích
  - Ronaldinho, brazilský fotbalista
- 24. března
  - Ramzi Abid, bývalý kanadský profesionální hokejista
  - Alexandra Antonovová, ruská atletka, překážkářka
- 26. března – Marianne Andersenová, norská reprezentantka v orientačním běhu
- 28. března – Sergej Makarov, ruský volejbalista
- 01. dubna – Randy Orton, americký profesionální wrestler
- 02. dubna – Erik Mongrain, kanadský skladatel a kytarista
- 05. dubna – Damien Abad, francouzský politik
- 10. dubna
  - Charlie Hunnam, britský herec a scenárista
  - Gro Hammerseng-Edinová, norská házenkářka
  - Sean Avery, kanadský lední hokejista
- 14. dubna – Steven Holcomb, americký bobista († 6. května 2017)
- 18. dubna – Britt Robertsonová, americká herečka
- 25. dubna – Alejandro Valverde, španělský silniční cyklista
- 26. dubna
  - Jordana Brewsterová, americká herečka
  - Channing Tatum, americký herec a model
- 30. dubna – Sam Heughan, skotský herec
- 01. května – Inês Henriquesová, portugalská atletka, chodkyně
- 06. května – Dimitris Diamantidis, řecký basketbalista
- 10. května
  - Kiril Lazarov, severomakedonský házenkář
  - Mary Whippleová, americká veslařka
- 19. května – Drew Fuller, americký herec a model
- 21. května – Gotye, belgicko-australský zpěvák
- 29. května – Evandro Adauto da Silva, brazilský fotbalista
- 30. května – Steven Gerrard, anglický fotbalista a trenér
- 03. června – An Kum-e, bývalá reprezentantka Severní Koreje v judu
- 09. června – Navíd Akhavan, íránsko-německý herec
- 16. června – Sibel Kekilliová, německo-turecká herečka
- 17. června – Venus Williamsová, americká tenistka
- 19. června – Abdel Abdulaziz, bývalý profesionální fotbalista
- 24. června – Cicinho, brazilský fotbalista
- 26. června – Jason Schwartzman, americký herec
- 29. června – Teja Gregorinová, slovinská biatlonistka
- 30. června – Mike Adriano, americký režisér
- 02. července – Alexander Petersson, islandský házenkář
- 06. července – Eva Greenová, francouzská herečka a modelka
- 07. července – Michelle Kwanová, americká krasobruslařka
- 10. července – Jessica Simpson, americká zpěvačka a herečka
- 14. července – George Smith, australský ragbista
- 18. července – Kristen Bellová, americká herečka
- 20. července – Gisele Bündchenová, brazilská supermodelka
- 22. července – Kate Ryan, belgická zpěvačka
- 30. července – Roberto Cammarelle, italský boxer
- 31. července – Mils Muliaina, novozélandský ragbista
- 03. srpna – Nadia Ali, americká zpěvačka a hudební skladatelka pákistánského původu
- 04. srpna – Carlos Cisneros, argentinský judista a sumista
- 06. srpna – Ovidiu Tonița, rumunský ragbista
- 07. srpna – Arpád Izsmán, slovenský fotbalista
- 16. srpna
  - Julien Absalon, francouzský biker
  - Vanessa Carlton, americká zpěvačka
- 18. srpna
  - Esteban Cambiasso, argentinský fotbalista
  - Petra Müller, švýcarská horolezkyně
- 26. srpna
  - Macaulay Culkin, americký herec
  - Chris Pine, americká herec
- 31. srpna – David Fourie, jihoafrický zpěvák
- 01. září – Sammy Adjei, ghanský fotbalový brankář
- 03. září – Jennie Finchová, americká softbalistka
- 08. září – Mbulaeni Mulaudzi, jihoafrický běžec na 800 metrů
- 09. září – Michelle Williamsová, americká herečka
- 10. září – Mai Aizawaová, japonská fotbalistka
- 12. září – Jao Ming, čínský basketbalista
- 20. září
  - Patrick Friesacher, rakouský automobilový závodník
  - Igor Vori, chorvatský házenkář
- 24. září – Victoria Pendletonová, britská dráhová cyklistka
- 29. září – Zachary Levi, americký herec
- 30. září
  - Christian Cantwell, americký atlet, koulař
  - Martina Hingisová, švýcarská tenistka
- 09. října – Lucy Akello, ugandská sociální pracovnice a politička
- 12. října – Nadzeja Astapčuková, běloruská koulařka
- 14. října – Ben Whishaw, anglický herec
- 15. října – Tom Boonen, belgický silniční cyklista
- 17. října – Jekatěrina Gamovová, ruská volejbalistka
- 21. října – Kim Kardashianová, americká televizní osobnost
- 22. října – Alex Amsterdam, německý písničkář a hudebník
- 25. října – Mehcad Brooks, americký herec a model
- 12. listopadu
  - Ryan Gosling, kanadský herec
  - Benoît Pedretti, francouzský fotbalista
- 18. listopadu – Ivan Čerezov, ruský biatlonista
- 22. listopadu
  - Jaroslav Rybakov, ruský atlet, výškař
  - Debby Hodgkinsonová, australská ragbistka
- 03. prosince – Jenna Dewanová, americká herečka a tanečnice
- 07. prosince – Dan Bilzerian, americký hráč pokeru, herec a influencer
- 8. prosince – Rodrigo Capó Ortega, uruguayský ragbista
- 09. prosince – Simon Helberg, americký herec a komik
- 12. prosince – Alexej Lukjaňuk, ruský rally závodník
- 15. prosince – Dušan Mravec, slovenský malíř
- 18. prosince – Christina Aguilera, americká popová zpěvačka
- 19. prosince – Jake Gyllenhaal, americký herec
- 24. prosince – Stephen Appiah, ghanský fotbalista
- 25. prosince – Joanna Angel, americká herečka
- 28. prosince – Mário Pečalka, slovenský fotbalista[3]
- 30. prosince – Eliza Dushku, americká herečka
- 31. prosince – Richard McCaw, novozélandský ragbista
- 0?
  - Nicolas Favresse, belgický sportovní lezec
  - Maxim Vlasov, ruský horolezec

## Úmrtí
Automatický abecedně řazený seznam existujících biografií viz Kategorie:Úmrtí v roce 1980

### Česko
- 01. ledna – Josef Voříšek, letecký konstruktér, designér a fotograf (* 12. prosince 1902)
- 14. ledna – František Pilař, spisovatel (* 2. června 1904)
- 1. února – Antonín Nogol, volejbalista (* 15. ledna 1917)
- 05. února – Alois Fišárek, malíř (* 16. července 1906)
- 06. února – Bohumil Ryba, klasický filolog, překladatel, politický vězeň (* 8. listopadu 1900)
- 13. února – František Rachlík, spisovatel (* 16. září 1904)
- 14. února – Ladislav Struna, herec a malíř (* 27. června 1899)
- 15. února – Čeněk Torn, politik (* 30. května 1898)
- 18. února – Václav Lohniský, divadelní režisér a filmový herec (* 5. listopadu 1920)
- 25. února – Rudolf Bureš, lékař, odbojář, politik (* 14. března 1906)
- 01. března – Anna Ticho, izraelská malířka českého původu (* 27. října 1894)
- 17. března – Jan Krásl, hokejový reprezentant (* 10. srpna 1899)
- 31. března – Vladimír Holan, básník (* 16. září 1905)
- 02. dubna – Bohumil Kučera, právník a diplomat (* 16. října 1894)
- 07. dubna – Jaroslav Průšek, sinolog (* 14. září 1906)
- 15. dubna – František Ambrož, odbojář, politický vězeň a emigrant (* 14. listopadu 1894)
- 20. dubna – Jan Alfréd Holman, filmový režisér, producent a scenárista (* 17. dubna 1901)
- 25. dubna – Božena Novotná, manželka prezidenta Antonína Novotného (* 26. února 1910)
- 02. května – Julie Winterová-Mezerová, malířka (* 28. února 1893)
- 08. května – Jan Bělehrádek, lékař, rektor Univerzity Karlovy a politik (* 18. prosince 1896)
- 10. května – Jan Pivec, herec (* 19. května 1907)
- 11. května – Adolf Wenig, malíř, jevištní a kostýmní výtvarník (* 28. dubna 1912)
- 18. května – Antonín Svoboda, konstruktér prvních československých počítačů (* 14. října 1907)
- 01. června – Jiří Srb, výtvarník (* 1. listopadu 1919)
- 10. června – Lubomír Linhart, teoretik fotografie, filmový historik (* 28. června 1906)
- 22. června – Marie Glabazňová, spisovatelka, učitelka a katolická básnířka (* 19. října 1896)
- 25. června – Václav Fiala, malíř (* 15. července 1896)
- 28. června
  - Šimon Drgáč, generál, legionář, náčelník Hlavního štábu čs. branné moci (* 8. listopadu 1892)
  - Václav Jírů, fotograf a redaktor (* 31. července 1910)
- 30. června – Ladislav Tikal, gymnasta, olympionik (* 25. května 1905)
- 09. července – František Komzala, slovenský a československý politik (* 23. července 1898)
- 17. července – Irena Svobodová, manželka sedmého československého prezidenta Ludvíka Svobody (* 10. ledna 1901)
- 18. července
  - Miloslav Jareš, rozhlasový, divadelní a filmový režisér (* 12. ledna 1903)
  - Josef Blatný, hudební skladatel (* 19. března 1891)
- 24. července – Jan Malík, loutkoherec a pedagog (* 15. února 1904)
- 28. července – Otakar Kraus, operní pěvec (barytonista) (* 10. prosince 1909)
- 29. července – Jan Tausinger, dirigent a hudební skladatel (* 1. listopadu 1921)
- 30. července
  - Jakub Flor, myslivecký spisovatel, lesník (* 2. listopadu 1895)
  - Bohuslav Slánský, malíř a restaurátor (* 26. ledna 1900)
- 03. srpna
  - Josef Žemlička, malíř, ilustrátor, grafik a karikaturista (* 16. září 1923)
  - Alexander Heidler, kněz, teolog a publicista (* 1. prosince 1916)
- 07. srpna – Jaroslav Procházka, právník, profesor a rektor Univerzity Karlovy, armádní generál (* 26. června 1897)
- 09. srpna – Vladimír Jedenáctík, operní pěvec (* 18. července 1905)
- 20. srpna – Alois Hořínek, lidovecký politik (* 1. června 1903)
- 23. srpna – Miroslav Burian, muzejní pracovník a spisovatel (* 24. listopadu 1902)
- 29. srpna – František Hradil, hudební skladatel, kritik, pedagog a publicista (* 8. prosince 1898)
- 04. září – Ladislav Zívr, sochař (* 23. května 1909)
- 15. září – Václav Chytil, ekonom a politik pronásledovaný komunisty (* 3. listopadu 1907)
- 16. září – Ludmila Červinková, operní pěvkyně (* 29. dubna 1908)
- 20. září – Karel Černovský, hudební skladatel a pedagog (* 13. září 1899)
- 22. září – Bohuš Záhorský, herec (* 5. února 1906)
- 24. září
  - Jiří Hrzán, herec, zpěvák a bavič (* 30. března 1939)
  - Arnošt Okáč, analytický chemik (* 5. srpna 1903)
- 28. září – Čeněk Dobiáš, malíř (* 1. června 1919)
- 29. září – Miloslav Racek, historik umění, estetik a archeolog (* 12. prosince 1925)
- 30. září – Vojtěch Cach, prozaik (* 7. srpna 1914)
- 05. října – Ján Roháč, divadelní, filmový, televizní a hudební režisér (* 18. června 1932)
- 06. října – Karel Novák, herec (* 9. října 1930)
- 12. října – Josef Brož, malíř a grafik (* 13. srpna 1904)
- 16. října – Prokop Drtina, právník a politik (* 13. dubna 1900)
- 31. října – Jan Werich, herec (* 6. února 1905)
- 03. listopadu – Adolf Kubát, hobojista a hudební pedagog (* 15. října 1899)
- 05. listopadu – Karel Hejma, fotbalový reprezentant (* 10. srpna 1905)
- 09. listopadu
  - Jindřich Severa, malíř, sochař (* 5. dubna 1909)
  - Toyen, malířka (* 21. září 1902)
- 17. listopadu – Pavel Bošek, herec a dramatik (* 1. ledna 1932)
- 18. listopadu – František Šorm, chemik (* 28. února 1913)
- 23. listopadu – Karel Nový, spisovatel (* 8. prosince 1890)
- 26. listopadu – Blažej Ráček, katolický kněz a církevní historik (* 3. února 1884)
- 04. prosince – Zdeněk Otava, operní pěvec (* 11. března 1902)
- 19. prosince – Zdena Wattersonová, novinářka, překladatelka, publicistka (* 17. února 1890)
- 0?
  - František Uhlíř, politik (* 11. srpna 1900)
  - Josef Masařík, legionářský spisovatel (* 26. listopadu 1895)

### Svět

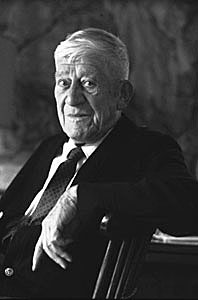
Oskar Kokoschka († 22. února)

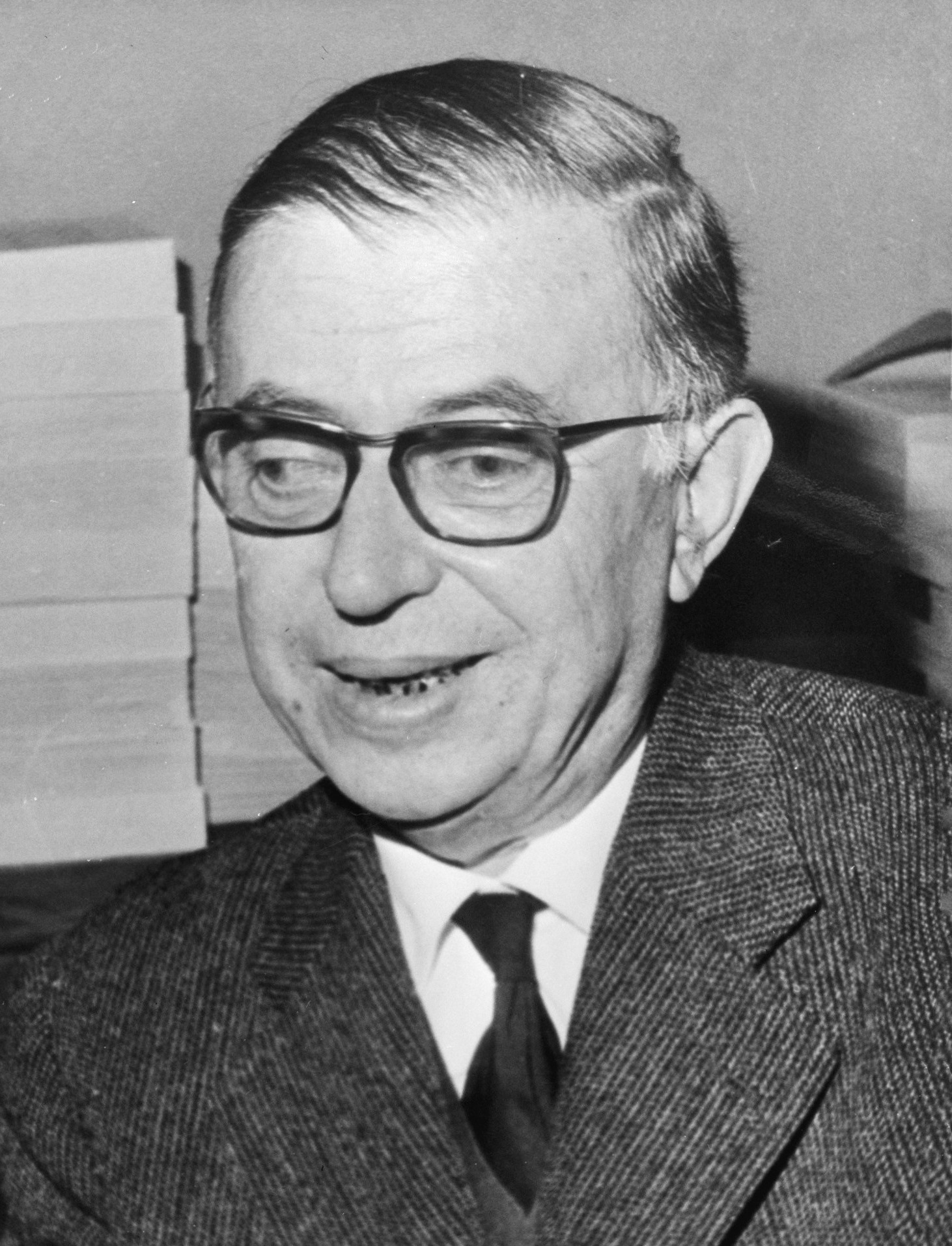
Jean-Paul Sartre († 15. dubna)

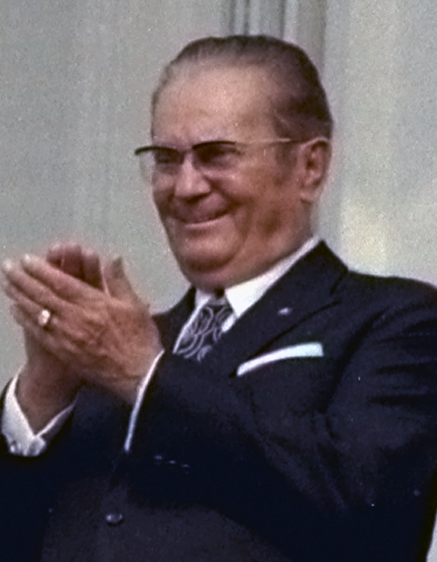
Josip Broz Tito († 4. května)

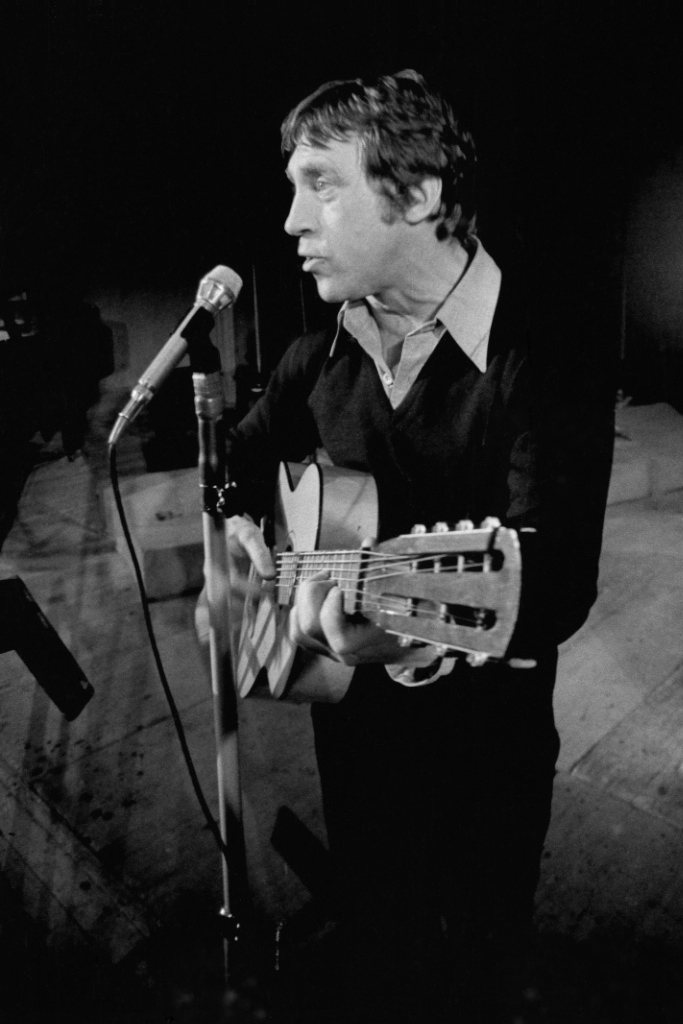
Vladimir Vysockij († 25. července)

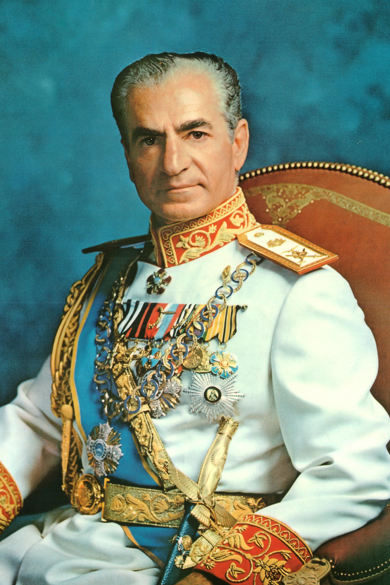
Muhammad Rezá Pahlaví († 27. července)

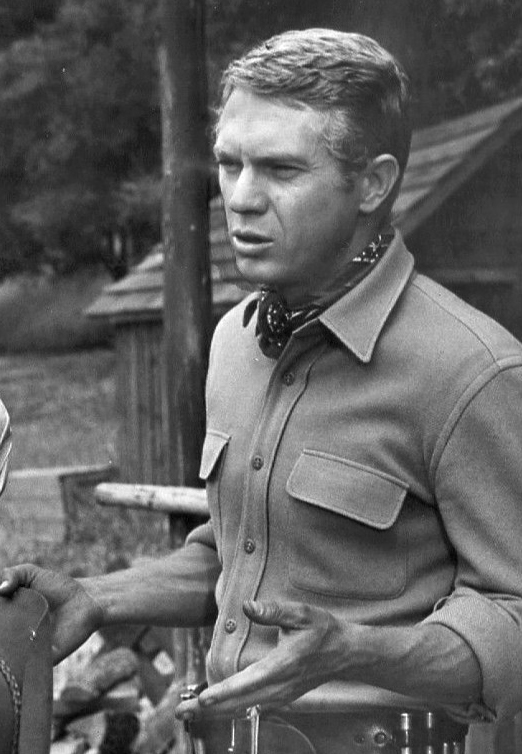
Steve McQueen († 7. listopadu)

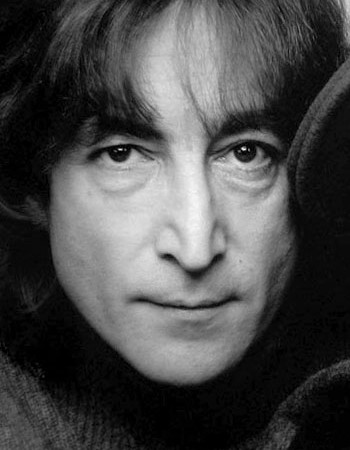
John Lennon († 8. prosince)

- 03. ledna – Joy Adamsonová, keňská přírodovědkyně a ochránkyně zvířat narozená v Opavě (* 20. ledna 1910)
- 07. ledna – Dov Josef, ministr spravedlnosti Izraele (* 27. května 1899)
- 18. ledna – Cecil Beaton, anglický fotograf, scénograf a kostýmní výtvarník (* 14. ledna 1904)
- 19. ledna – Pavol Braxatoris, slovenský libretista, textař a jeden ze zakladatelů slovenské operety (* 4. února 1909)
- 21. ledna – Elvira de Hidalgo, španělská sopranistka (* 27. prosince 1892)
- 22. ledna – Jicchak Baer, izraelský historik (* 20. prosince 1888)
- 26. ledna – Georgi Karaslavov, bulharský spisovatel (* 12. ledna 1904)
- 29. ledna – Kornel Filo, slovenský poválečný politik (* 3. března 1901)
- 30. ledna – Professor Longhair, americký bluesový zpěvák, klavírista a skladatel (* 19. prosince 1918)
- 02. února – William Howard Stein, americký biochemik, Nobelova cena za chemii 1972 (* 25. června 1911)
- 03. února – Chana Rovina, izraelská divadelní herečka (* 1. dubna 1893)
- 07. února – Secondo Campini, italský letecký konstruktér (* 28. srpna 1904)
- 08. února – Štefan Kločurak, předseda vlády Huculské republiky (* 27. února 1895)
- 11. února
  - Paavo Yrjölä, finský olympijský vítěz v desetiboji (* 18. června 1902)
  - Jakov Alexandrovič Malik, sovětský diplomat (* 6. prosince 1906)
- 13. února – Marian Rejewski, polský matematik a kryptolog (* 16. srpna 1905)
- 19. února – Bon Scott, australský rockový zpěvák (* 1946)
- 22. února – Oskar Kokoschka, rakouský malíř (* 1. března 1886)
- 29. února – Jigal Alon, prozatímní izraelský premiér (* 10. října 1918)
- 01. března
  - Dixie Dean, anglický fotbalový útočník (* 22. ledna 1907)
  - Jesse Owens, americký atlet – sprinter a skokan (* 1913)
- 04. března – Vachtang Ananjan, arménský spisovatel (* 26. července 1905)
- 05. března – Winifred Marjorie Wagner, manželka Siegfrieda Wagnera (* 23. června 1897)
- 08. března – Max Miedinger, švýcarský typograf (* 24. prosince 1910)
- 11. března – Michail Kaufman, ruský filmař a fotograf (* 4. září 1897)
- 18. března
  - Erich Fromm, německý a americký psycholog, filosof a sociolog (* 23. března 1900)
  - Tamara de Lempicka, polská malířka (* 16. května 1898)
- 24. března – Óscar Romero, salvadorský kněz, arcibiskup ze San Salvadoru, neoficiální světec (* 15. srpna 1917)
- 25. března
  - Roland Barthes, francouzský literární kritik a teoretik, filosof a sémiotik (* 12. listopadu 1915)
  - Milton Erickson, americký psycholog (* 5. prosince 1901)
  - Hans Walter Süsskind, britský klavírista, dirigent a hudební skladatel českého původu (* 1. května 1913)
- 26. března – Zofia Lissa, polská muzikoložka (* 19. října 1908)
- 29. března
  - William Gemmell Cochran, skotský matematik (* 15. července 1909)
  - Hermann Födisch, německo-český archeolog (* 4. září 1904)
- 31. března – Jesse Owens, americký sprinter a dálkař (* 12. září 1913)
- 14. dubna – Gianni Rodari, italský novinář a spisovatel literatury pro děti a mládež (* 23. října 1920)
- 15. dubna – Jean-Paul Sartre, francouzský filozof a spisovatel (* 21. června 1905)
- 21. dubna
  - Ľudovít Fulla, slovenský malíř (* 27. února 1902)
  - Alexandr Ivanovič Oparin, sovětský biolog (* 2. března 1894)
- 22. dubna – Fritz Strassmann, německý chemik (* 22. února 1922)
- 24. dubna – Alejo Carpentier, kubánský romanopisec a muzikolog (* 26. prosince 1904)
- 26. dubna – Michail Nikolajevič Čisťakov, maršál dělostřelectva Sovětského svazu (* 18. listopadu 1896)
- 29. dubna – Alfred Hitchcock, britský a americký filmový režisér (* 13. srpna 1899)
- 04. května – Josip Broz Tito, prezident Socialistické federativní republiky Jugoslávie (* 7. května 1892)
- 05. května – Isabel Briggsová Myersová, spolutvůrkyně soupisu osobnostních typů (MBTI) (* 18. října 1897)
- 11. května – Kaarlo Mäkinen, finský zápasník, olympijský vítěz (* 14. května 1892)
- 16. května – Izis Bidermanas, francouzský fotograf (* 17. ledna 1911)
- 18. května
  - Reid Blackburn, americký fotograf (* 11. srpna 1952)
  - Ian Curtis, britský zpěvák a textař kapely Joy Division (* 15. července 1956)
- 21. května – Ida Kamińska, polská herečka (* 18. září 1899)
- 01. června – Knud Andersen, dánský námořník a spisovatel (* 11. září 1890)
- 05. června – Karl Waldbrunner, rakouský politik (* 25. listopadu 1906)
- 07. června
  - Marian Spychalski, polský maršál a ministr národní obrany (* 6. prosince 1906)
  - Henry Miller, americký spisovatel (* 26. prosince 1891)
  - Philip Guston, americký malíř (* 27. června 1913)
- 08. června – Ernst Busch, německý zpěvák, herec a režisér (* 22. ledna 1900)
- 11. června
  - Dmitrij Baltermanc, sovětský novinářský fotograf (* 13. května 1912)
  - Ángel Sanz-Briz, španělský diplomat, zachránce Židů (* 28. srpna 1910)
- 12. června – Masajoši Óhira, premiér Japonska (* 12. března 1910)
- 16. června – Ja'akov Talmon, izraelský profesor moderních dějin (* 14. června 1916)
- 18. června – Kazimierz Kuratowski, polský matematik (* 2. února 1896)
- 23. června – Clyfford Still, americký malíř (* 30. listopadu 1904)
- 25. června – Vladimir Vysockij, ruský písničkář (* 25. ledna 1938)
- 27. června – Walter Dornberger, velitel vývoje raketových zbraní nacistického Německa (* 6. září 1895)
- 28. června – José Iturbi, španělský klavírista a dirigent (* 28. listopadu 1895)
- 01. července – Charles Percy Snow, britský prozaik (* 15. října 1905)
- 04. července – Gregory Bateson, britský a americký biolog a antropolog (* 9. května 1904)
- 07. července – Ján Futák, slovenský kněz a botanik (* 13. ledna 1914)
- 13. července – Seretse Khama, první prezident afrického státu Botswana (* 1. července 1921)
- 16. července – Hubert Jedin, německý církevní historik (* 17. června 1900)
- 19. července
  - Nihat Erim, premiér Turecka (* 30. listopadu 1912)
  - Hans Morgenthau, americký politolog (* 17. února 1904)
- 23. července – Keith Godchaux, americký rockový klávesista (* 19. července 1948)
- 24. července – Peter Sellers, britský herec (* 8. září 1925)
- 25. července – Vladimir Vysockij, ruský písničkář, herec a básník (* 25. ledna 1938)
- 27. července – Muhammad Rezá Pahlaví, íránský šáh (* 26. října 1919)
- 29. července – Filipp Ivanovič Golikov, maršál Sovětského svazu (* 29. července 1900)
- 03. srpna – Dionýz Ilkovič, slovenský fyzik (* 18. ledna 1907)
- 04. srpna – Duke Pearson, americký jazzový klavírista (* 17. srpna 1932)
- 05. srpna – George Scott III, americký baskytarista (* 16. října 1953)
- 06. srpna – Marino Marini, italský sochař, malíř a grafik (* 27. února 1901)
- 10. srpna – Jahjá Chán, pákistánský prezident (* 1917)
- 14. srpna
  - Diego Fabbri, italský dramatik a scenárista (* 2. července 1911)
  - Helmut Preidel, česko-německý archeolog (* 17. května 1900)
- 20. srpna – Joe Dassin, americko-francouzský zpěvák, kytarista a hudební skladatel (* 5. listopadu 1938)
- 24. srpna – André Parrot, francouzský archeolog (* 15. února 1901)
- 08. září – Willard Libby, americký fyzikální chemik, Nobelova cena za chemii 1960 (* 17. prosince 1908)
- 16. září – Jean Piaget, švýcarský filozof a vývojový psycholog (* 9. srpna 1896)
- 17. září
  - Iľja Jozef Marko, slovenský novinář a básník (* 1. února 1907)
  - Anastasio Somoza Debayle, prezident Nikaraguy (* 5. prosince 1925)
- 25. září
  - Marie Underová, estonská básnířka (* 27. března 1883)
  - John Bonham, britský bubeník Led Zeppelin (* 31. května 1948)
- 26. září – Anna Bowes-Lyon, sestřenice britské královny Alžběty II. (* 4. prosince 1917)
- 03. října – María Teresa Moraová, kubánská šachistka (* 15. října 1902)
- 04. října – Pjotr Mašerov, první tajemník Ústředního výboru Komunistické strany Běloruska (* 26. února 1918)
- 09. října – Bronisław Duch, polský generál za druhé světové války (* 15. listopadu 1896)
- 15. října
  - Bill Evans, americký jazzový pianista (* 16. srpna 1929)
  - Alexander Mach, slovenský nacionalistický politik (* 11. října 1902)
- 16. října – Luigi Longo, italský komunistický politik (* 15. března 1900)
- 19. října – Georg Rasch, dánský matematik (* 21. září 1901)
- 20. října – Arthur Beer, německý astronom (* 28. června 1900)
- 21. října – Hans Asperger, rakouský pediatr (* 18. února 1906)
- 23. října
  - Robert Whittaker, americký ekolog (* 27. prosince 1920)
  - Gustav Krukenberg, německý právník a generál Waffen-SS (* 8. března 1888)
- 26. října – Marcelo Caetano, portugalský předseda vlády (* 17. srpna 1906)
- 27. října
  - John Hasbrouck van Vleck, americký fyzik, Nobelova cena za fyziku 1977 (* 13. března 1899)
  - Steve Peregrin Took, anglický hudebník (* 28. července 1949)
- 07. listopadu – Steve McQueen, americký herec (* 24. března 1930)
- 14. listopadu – Maksim Gaspari, slovinský malíř (* 26. ledna 1883)
- 15. listopadu – Harri Larva, finský olympijský vítěz v běhu na 1500 metrů z roku 1928 (* 9. září 1906)
- 18. listopadu – Wiktor Niemczyk, polský evangelický teolog (* 20. listopadu 1898)
- 10. listopadu – Vladimir Racek, sovětský horolezec a geograf českého původu (* 23. srpna 1918)
- 12. listopadu – Andrej Alexejevič Amalrik, ruský disident, spisovatel a publicista (* 12. května 1938)
- 20. listopadu – John McEwen, premiér Austrálie (* 29. března 1900)
- 22. listopadu – Mae West, americká tanečnice, herečka a spisovatelka (* 17. srpna 1893)
- 28. listopadu – Nachum Gutman, izraelský malíř, sochař, spisovatel (* 5. října 1898)
- 29. listopadu – Dorothy Day, americká katolická novinářka a spisovatelka (* 8. listopadu 1897)
- 30. listopadu – Max Alpert, sovětský novinářský fotograf (* 18. března 1899)
- 02. prosince – Romain Gary, francouzský spisovatel, režisér, diplomat a válečný letec (* 21. května 1914)
- 03. prosince – Oswald Mosley, vůdce britského fašismu (* 16. listopadu 1896)
- 04. prosince
  - Stanisława Walasiewiczová, americká sprinterka, olympijská vítězka 1932 (* 3. dubna 1911)
  - Francisco de Sá Carneiro, premiér Portugalska (* 19. července 1934)
- 08. prosince – John Lennon, anglický hudebník a mírový aktivista, člen skupiny Beatles, manžel Yoko Ono (* 9. října 1940)
- 10. prosince – Gevheri Sultan, osmanská princezna a hudební skladatelka (* 30. listopadu 1904)
- 11. prosince
  - Viktorie Luisa Pruská, dcera posledního německého císaře Viléma II. (* 13. září 1892)
  - Josep Llorens i Artigas, katalánský keramik a umělecký kritik (* 16. června 1892)
- 15. prosince – Alvin W. Gouldner, americký sociolog (* 29. července 1920)
- 16. prosince
  - Jean Forge, Jan Fethke, polský režisér (* 26. února 1903)
  - Hellmuth Walter, německý konstruktér plynových turbín (* 26. srpna 1900)
  - Stanisław Tatar, polský generál (* 3. října 1896)
- 18. prosince – Alexej Kosygin, předseda Rady ministrů Sovětského svazu (* 21. února 1904)
- 24. prosince – Karl Dönitz, německý admirál a Hitlerův nástupce ve funkci hlavy státu (* 16. září 1891)
- 26. prosince – Richard Chase, americký sériový vrah, nekrofil a kanibal (* 23. května 1950)
- 29. prosince – Tim Hardin, americký folkový hudebník a skladatel (* 23. prosince 1941)
- 31. prosince – Marshall McLuhan, kanadský filozof a spisovatel (* 21. července 1911)
- prosinec – Anatol Josepho, americký vynálezce v oblasti fotografie (* 31. března 1894)
- 0?
  - Luc Benoist, francouzský historik umění (* 23. prosince 1893)
  - Bruno Gesche, velitel Hitlerovy osobní stráže (* 5. listopadu 1905)
  - Christian Adrian Michel, švýcarský hodinář a fotograf (* 1912)
  - Barbara Rubin, americká experimentální filmová režisérka (* 1945)

## Hlavy států
V tomto seznamu jsou uvedeni pouze představitelé významnějších států.

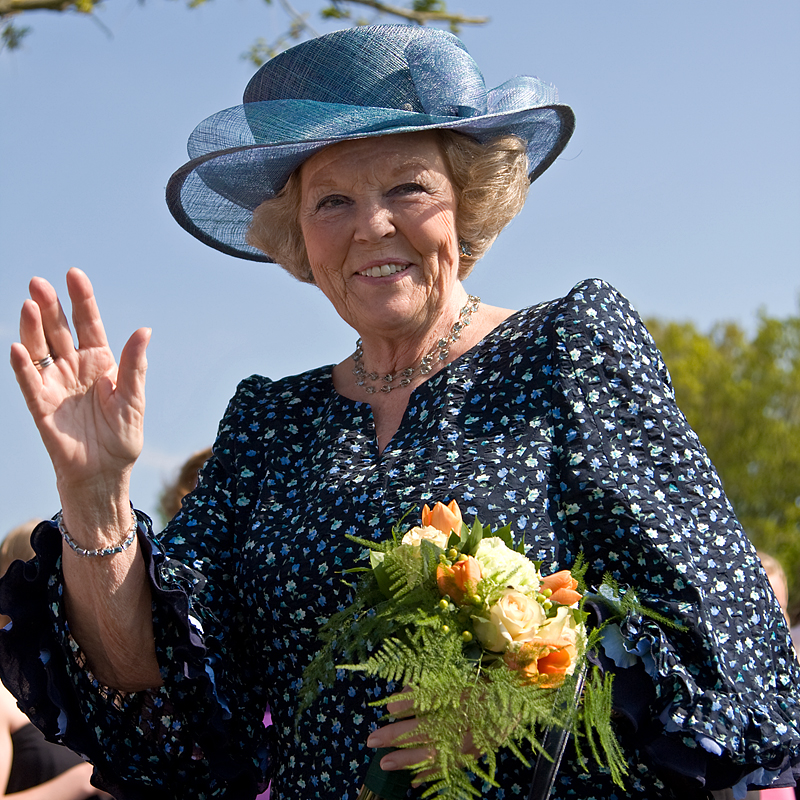
Na nizozemský trůn nastoupila Beatrix Nizozemská

- Brazílie – prezident João Figueiredo (1979–1985)
- Čínská lidová republika – Teng Siao-pching
- Československo – prezident Gustáv Husák (1975–1989)
- Dánsko – královna Markéta II. (od 1972)
- Egypt – prezident Anvar as-Sádát (1970–1981)
- Francie – prezident Valéry Giscard d'Estaing (1974–1981)
- Indie – prezident Neelam Sanjiva Reddy (1977–1982)
- Itálie – prezident Sandro Pertini (1978–1985)
- Izrael – prezident Jicchak Navon (1978–1983)
- Japonsko – císař Hirohito (1926–1989)
- Jihoafrická republika – prezident Marais Viljoen (1979–1984)
- Kanada – generální guvernér Edward Schreyer (1979–1984)
- Maďarsko – předseda Prezidiální rady Pál Losonczi (1967–1987)
- Mexiko – prezident José López Portillo (1976–1982)
- Německá demokratická republika – generální tajemník SED Erich Honecker (1976–1989)
- Německá spolková republika – prezident Karl Carstens (1979–1984)
- Nizozemsko – královna Juliána Nizozemská (1948–1980), královna Beatrix Nizozemská (1980–2013)
- Polsko – předseda státní rady Henryk Jabłoński (1972–1985)
- Rakousko – prezident Rudolf Kirchschläger (1974–1986)
- Sovětský svaz – předseda prezídia Nejvyššího sovětu Leonid Iljič Brežněv (1977–1982)
- Spojené království – královna Alžběta II. (od 1952)
- Spojené státy americké – prezident Jimmy Carter (1977–1981)
- Španělsko – král Juan Carlos I. (1975–2014)
- Turecko – prezident Fahri Korutürk (1973–1980), prezident Kenan Evren (1980–1989)
- Vatikán – papež a suverén Vatikánu Jan Pavel II. (1978–2005)

### Digitální archivy k roku 1980
- Dokumentární cyklus České televize Retro – rok 1980
- Pořad stanice Český rozhlas 6 Rok po roce – rok 1980
- Rudé právo v archivu Ústavu pro českou literaturu – ročník 60 rok 1980